# Ланчано писмо
Ланчана писма или „хоакси“ су е-поруке писане само са једним циљем; да буду послати свима које познајете. Порука коју садрже је обавезно неистинита.
Ове поруке покушавају да опишу реалну ситуацију која је (ако је уопште постојала) решена пре више година и порука више уопште није актуелна. Оне покушавају да вас наведу да их пошаљете на што више адреса користећи неколико метода друштвеног понашања. 
Већина подвала рачуна на вашу потребу да помогнете другим људима. 
- Ко неће да упозори пријатеље на појаву опасног вируса који уништава рачунаре? Или
- ко неће да помогне сиротој девојчици која умире од рака, ако она од сваког прослеђеног писма добија по 2 цента?
- Ко неће да јави свима које познаје да се човек у келнском биоскопу набо на иглу заражену СИДОМ, па да убудуће пазе...

Тешко је рећи „не“ кад се први пут прочитају, али се после више стотина истих порука бришу без читања.
И ланчана писма представљају исту врсту подвале јер позивају примаоца да их обавезно пошаље одређени број адреса иначе... Генерално нуде срећу или новац примаоцима ако их проследе, и прете несрећом онима који прекину ланац, наводећи измишљене примере. Пошиљаоци рачунају на страх примаоца од лоше среће и то да је некоме лакше да проследи поруке даље, него да размишља о лошој срећи која га може снаћи. Ланчана писма која помињу новац рачунају на људску похлепу и илегална су без обзира шта у њима пише.

## Ризик и цена подвале
Цене и ризик везани за подвале не изгледају тако велики, али то и није баш мало, кад се израчуна цену слања једне е-поруке са рачунара на други рачунар. Ако се претпостави да је сваки корисник интернета бар једном био жртва подвале ове врсте, добијамо прилично велике бројеве. Прорачун је својевремено рађен за Американце и њихову сатницу, али број корисника интернета је данас далеко већи, па је вероватно мање - више тачан. Полази се од претпоставке је да је свако утрошио минут на читање и даље слање.
50.000.000 људи x 1/60 часова x 50 долара/час = 41,7 милиона долара.
Број свакако није мали. Главна опасност подвала ове врсте је њихова способност уможавања. Већина људи их шаље даље бар на десетак адреса. Рачуница је следећа:
| Приказ раста броја порука: |    |     |       |        |         |           |
| Број генерације            |    |     |       |        |         |           |
| Број порука                | 10 | 100 | 1.000 | 10.000 | 100.000 | 1.000.000 |

Као што се види у шестој генерацији сервери е-поште треба да обраде милион порука. То може имати за последицу загушење па чак и пад сервера.
Множилац је овде био овде десет, али је често и већи. Спамери који без дозволе примаоца шаљу е-поруке о повољним кредитима, јефтиним лековима или „врућим“ плавушама, адресе прикупљају управо из ланчаних писама. После неколико генерација писама о „сиротој девојчици која умире од рака“, стварају огромну базу адреса која се лако може злоупотребити.

## Циркуларно обавештење српског администратора на мрежи фирме
Изнервиран алармантним е-порукама о појави вируса, један администратор на мрежи је послао циркуларни допис колегама у својој фирми: 
| „ | Људи ово је хоакс (за објашњење ста значи та реч узмите речник). Немојте да прослеђујете хоакс-е јер: - Једна другарица не може да спаси вашу фирму од опаког вируса - Обавештење о опасним вирусима не може да стигне на српском – Срби нису најбољи информатичари на свету а нису ни водећи - Вируси се шире брже од обавештења о вирусима тако да обавештење које касни не спасава ништа - Ако угасите PC на своју руку добићете отказ - За ширење лажних информација на послу исто постоје санкције - Произвођачи антивирус програма су паметни људи, ако нађу вирус одмах напишу и заштиту а не јављају свима како нема заштите Ово пишем јер ме је већи број колега и колегиница сморио поруком о појави вируса. | ” |